# Minoru Niihara
Minoru Niihara (二井原実, Niihara Minoru, né le 12 mars 1960 à Osaka au Japon) est un chanteur de heavy metal japonais, chanteur historique du groupe Loudness, aussi membre de Nishidera Minoru.

## Biographie
Il débute en 1978 comme chanteur et bassiste avec son premier groupe, Earthshaker, puis forme Loudness en 1980. Il est remplacé au sein du groupe en 1989 par Mike Vescera pour mieux investir le marché anglophone. Il sort un album en solo en 1989, avant de former les groupes Ded Chaplin en 1990, puis SLY en 1994, et X.Y.Z.→A (alias Asian Typhoon) en 1999. En parallèle à ce dernier groupe, il rejoint la formation originale de Loudness reformée à l'occasion des 20 ans du groupe, et demeure avec lui depuis, sortant également quelques disques en solo, et formant en 2008 le groupe spécial Nishidera Minoru avec les chanteurs Masafumi Nishida alias "Marcy" de Earthshaker et Keiko Terada de Show-Ya.

## Liens
- (ja) Site officiel
- (ja) Blog officiel